# Donald Johnston (Politiker)

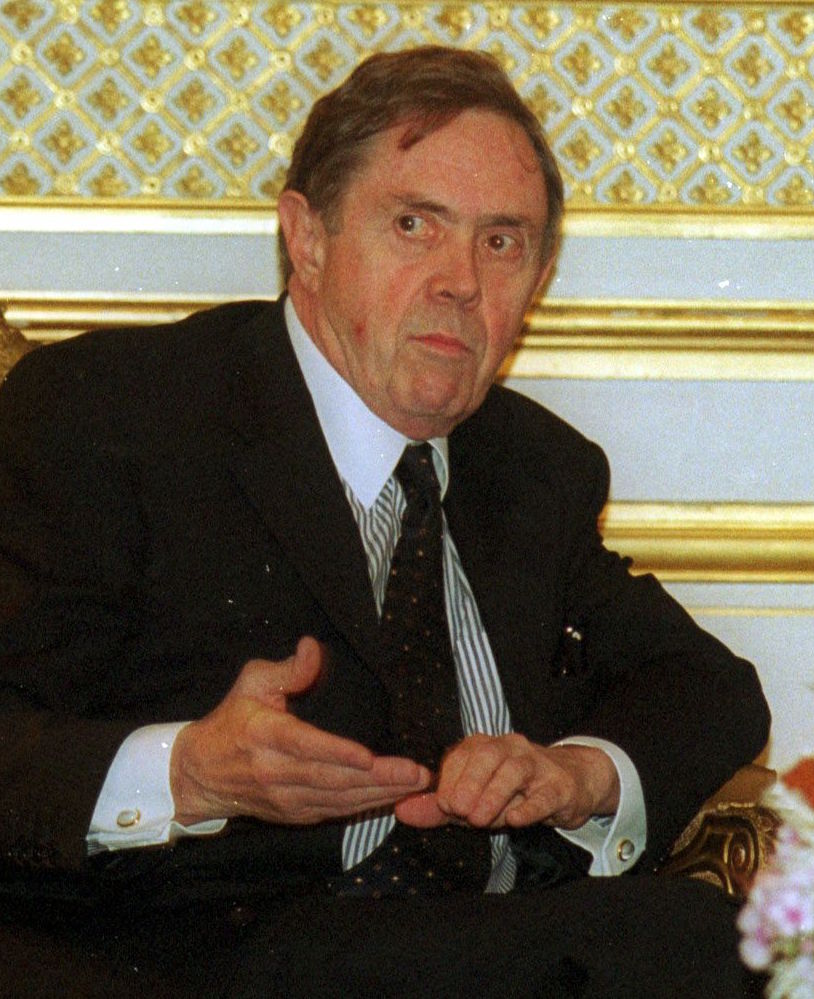
Donald Johnston mit Wladimir Putin (2011)

Donald „Don“ James Johnston PC OC QC (* 26. Juni 1936 in Ottawa, Ontario; † 4. Februar 2022 in Cowansville, Québec) war ein kanadischer Rechtsanwalt, Autor und Politiker der Liberalen Partei Kanadas, der mehrere Jahre Abgeordneter des Unterhauses, zeitweilig Minister sowie zwischen 1996 und 2006 Generalsekretär der Organisation für wirtschaftliche Zusammenarbeit und Entwicklung (OECD) war.

## Leben

### Rechtsanwalt, Unterhausabgeordneter und Minister
Nach dem Schulbesuch absolvierte Johnston ein Studium an der McGill University, das er mit einem Bachelor of Arts (B.A.) abschloss. Ein weiteres Studium der Rechtswissenschaften an der McGill University beendete er 1958 mit einem Bachelor of Civil Law (B.C.L.). Er nahm 1961 eine Tätigkeit als Rechtsanwalt in der Anwaltskanzlei Stikeman Elliott auf und war Mitgründer der Anwaltskanzlei Johnston Heenan Blaikie. Daneben war er zwischen 1964 und 1977 Lektor für Steuerrecht an der Juristischen Fakultät der McGill University.
Am 16. Oktober 1978 wurde Johnston als Kandidat der Liberalen Partei bei einer Nachwahl im Wahlkreis Westmount erstmals als Abgeordneter in das Unterhaus gewählt und vertrat in diesem anschließend seit der Unterhauswahl vom 22. Mai 1979 bis zur Wahl am 21. November 1988 den Wahlkreis Saint-Henri-Westmount. Zu Beginn seiner Abgeordnetentätigkeit war er vom 9. Oktober bis zum 14. Dezember 1979 kurzzeitig Vorsitzender des Ständigen Ausschusses für öffentliche Konten. 
Am 3. März 1980 wurde Johnston von Premierminister Pierre Trudeau als Präsident des Schatzamtes in das 22. kanadische Kabinett berufen und behielt dieses Amt bis zum 29. September 1982. Im Anschluss war er vom 30. September 1982 bis zum 29. Juni 1984 Staatsminister für Wissenschaft und Technologie sowie zeitgleich bis zum 6. Dezember 1983 Staatsminister für wirtschaftliche Entwicklung beziehungsweise vom 7. Dezember 1983 bis zum Ende von Trudeaus Amtszeit am 29. Juni 1984 Staatsminister für wirtschaftliche und regionale Entwicklung.
Nach dem Rücktritt Trudeaus als Vorsitzender der Liberalen Partei gehörte Johnston auf dem Parteitag am 16. Juni 1984 zum Kreis der Nachfolgerkandidate und erreichte im ersten Wahlgang mit 278 Delegiertenstimmen dritten Platz unter den sieben Kandidaten. Im zweiten Wahlgang setzte sich daraufhin John Turner mit 1862 Delegiertenstimmen (54 Prozent) deutlich gegen Jean Chrétien (1398 Stimmen und 40 Prozent) sowie ihn (192 Stimmen und 6 Prozent) durch.
Nachdem Turner am 30. Juni 1984 auch Trudeaus Nachfolger als Premierminister wurde, berief dieser ihn vom 30. Juni bis zum 16. September 1984 als Justizminister und Generalstaatsanwalt in die 23. Regierung Kanadas.

### Oppositionspolitiker und OECD-Generalsekretär
Nach der Wahlniederlage der Liberalen Partei bei der Unterhauswahl am 4. September 1984 übernahm Johnston zunächst vom 11. Oktober bis März 1986 das Amt des Sprechers der liberalen Oppositionsfraktion für Finanzen sowie zeitgleich vom 1. Januar 1985 bis zum 7. Mai 1987 für auswärtige Angelegenheiten. Im Januar 1988 trat er zunächst aus der Liberalen Partei aus, ehe er Anfang 1990 wieder deren Mitglied wurde. Zwischen dem 23. Juni 1990 und dem 1. Mai 1994 war Johnston, dem auch Ehrendoktortitel in den Fächern Zivilrecht (D.C.L. (Hon.)) sowie Wirtschaftswissenschaften (D.Econ. (Hon.)) verliehen wurden, Präsident der Liberalen Partei Kanadas.
1996 wurde Johnston als erster Nicht-Europäer Nachfolger von Jean-Claude Paye als Generalsekretär der (OECD) und bekleidete diese Funktion zehn Jahre lang bis zu seiner Ablösung durch José Ángel Gurría am 31. Mai 2006. Im selben Jahr wurde ihm das Großkreuz des Ordens des Weißen Doppelkreuzes der Slowakei verliehen. Für seine langjährigen Verdienste als Rechtsanwalt und Politiker wurde er außerdem am 10. April 2008 zum Officer des Order of Canada ernannt. Ferner wurde ihm das Offizierskreuz der Ehrenlegion verliehen.

## Veröffentlichungen
- Fiscalamity: how to survive Canada's tax chaos, Don Mills 1974
- How to survive Canada's tax chaos, Markham 1977
- Government and business: a personal perspective, Ottawa 1982
- Up the hill, Montreal 1986
- With a bang, not a whimper : Pierre Trudeau speaks out, Toronto 1988
- Pierre Trudeau speaks out on Meech Lake, Toronto 1990